# Syrsko-malankarská katolická církev
Syrsko-malankarská katolická církev je východní katolická církev vzniklá z původně malé skupiny Pravoslavné církve Indie, která se od původní církve oddělila r. 1930 (tehdy to bylo 50.000 věřících po vedením 2 biskupů + několika desítek kněží) a vstoupila do unie s Římem. Do r. 1950 počet stoupl na 68.590 věřících. Do r. 1970 počet opět stoupl na 183.490 věřících v eparchiích, dnes archieparchiích Trivandrum a Tiruvalla (většina jich přestoupila,od zač. 70. let přestupy prakticky ustaly). V čele je Baselios Cleemis (Isaac) kardinál Thottunkal, jako vrchní arcibiskup (major archbishop). Počet věřících neustále stoupá. V roce 2017 církev měla 458.015 věřících, 14 biskupů, v 951 farnostech působilo 614 diecézních a 125 řeholních kněží (739 celkem), 305 řeholníků-bratří, 207 řeholnic a v seminářích studovalo 263 seminaristů. Církev nemá stálé jáhny. V r. 2019/2020 měla (celosvětově, včetně eparchie v USA a Kanadě) 431.370 věřících.

## Administrativní členění
Primasem církve je archieparcha trivadrumský, pod jehož pravomoc jakožto vrchního arcibiskupa spadají dvě církevní provincie v Indii a jeden apoštolský exarchát mimo indické území:
- Vyšší archieparchie Trivandrum (jako archieparchie vznikla 11. června 1932, na vyšší arcibiskupství povýšena 10. února 2005, 2019 měla s eparchiemi+exarchátem celkem 340.530 věřících)
  - Eparchie Marthandom (vznikla 16. prosince 1996)
  - Eparchie Mavelikara (vznikla 2. ledna 2007)
  - Eparchie Pathanamthitta (vznikla 21. ledna 2010)
  - Apoštolský exarchát sv. Efréma v Khadki (vznikl 26. března 2015)
- Archieparchie Tiruvalla (jako eparchie vznikla 11. června 1932, na archieparchii povýšena 15. května 2006, 2019 měla s eparchiemi celkem 79.140 věřících)
  - Eparchie Battery (vznikla 28. října 1978)
  - Eparchie Muvattupuzha (vznikla 15. ledna 2003)
  - Eparchie Puthur (vznikla 21. ledna 2010)
  - Eparchie sv. Jana Chrysostoma v Gurgaonu (vznikla 26. března 2015, v r. 2020 měla 5.800 věřících)
- Mimo území Indie:
  - Eparchie Panny Marie Královny míru ve Spojených státech amerických a v Kanadě bezprostředně podřízená vyššímu arcibiskupovi a není součástí žádné provincie - vznikla 14. července 2010 jako Apoštolský exarchát USA: ten měl 10.000 věřících v 16 farnostech, 4. ledna 2016 povýšen na eparchii pro USA a Kanadu. V r. 2020 měla v 19 farnostech 11.700 věřících, 18 diecéz.kněží a 32 řeholnic .

## Vývoj počtu věřících
| 1950   | 1960    | 1970    | 1990    | 2000    | 2010    | 2013    | 2014    | 2015    | 2016    | 2017    |
| ------ | ------- | ------- | ------- | ------- | ------- | ------- | ------- | ------- | ------- | ------- |
| 65 580 | 112 470 | 183 490 | 281.860 | 346 220 | 420 080 | 438 380 | 439 820 | 445 380 | 450 550 | 458 015 |

## Syrsko-malankarská církev Mar Thoma (anglikánská)
Protestantské (převážně anglikánské) misie získaly v pravoslavné církvi stoupence, kteří v roce 1947 dali vznik evangelické Jihoindické církvi (Church of South India). Ti, kdo sice přijali anglikánskou dogmatiku, ale toužili zachovat si své původní východní rituály, liturgii, svátky a tradice, se roku 1889 oddělili od pravoslavné církve a založili Syrsko-malankarskou církev Mar Thoma, která je od r. 1974 ve svátostném společenství (intercomunio) s anglikánskými církvemi. Má (2014) asi 700 tisíc věřících v Indii, celosvětově asi milion.